# Házsongárdi temető
A Házsongárdi temető (románul: Cimitirul Central) Kolozsvár történelmi temetőkertje, melynek bejárata a Petőfi utcából nyílik. A sokévszázados magyar írásbeliség nagyjainak nyugvóhelye és egyben az emlékezések kegyhelye. Vallásfelekezeti és nemzetiségi különbség nélkül temetkeztek ide szászok, magyarok, románok az évszázadok folyamán. Szép fekvése, dús növényzete, monumentális emlékművei már a 19. század végén híressé tették. A romániai műemlékek  jegyzékében a CJ-IV-s-B-07839 sorszámon szerepel.

## Nevének eredete
A „Házsongárd” név régebbi, mint a temető, eredetileg a város falától délre eső domboldalt jelölték így, ahol gyümölcsösök, kertek és szőlők terültek el. A név első írásos említése 1373-ból maradt fenn: az Harsongardbely zeolek Myveltetesereis eo. k. legien gongiok Ne pwztullianak ely. A „Házsongárd” szó temetővel együtt történő említésére az első dokumentum 1834-ből kelt. A szakirodalom a nevet német eredetűnek tartja, de az nem tisztázott, hogy a Haselgarten (mogyoróskert) vagy Hasengarten (nyúlkert) erdélyi szász változatából származik. Az is felmerült, hogy az egyik nagyobb birtok gazdájáról, Hasinschart kolozsvári szász polgárról nevezték el. Herepei János szerint a név összetett szó, ami a hárs + bongárd (szász nyelven gyümölcsöskert) tagokból áll.

## Története

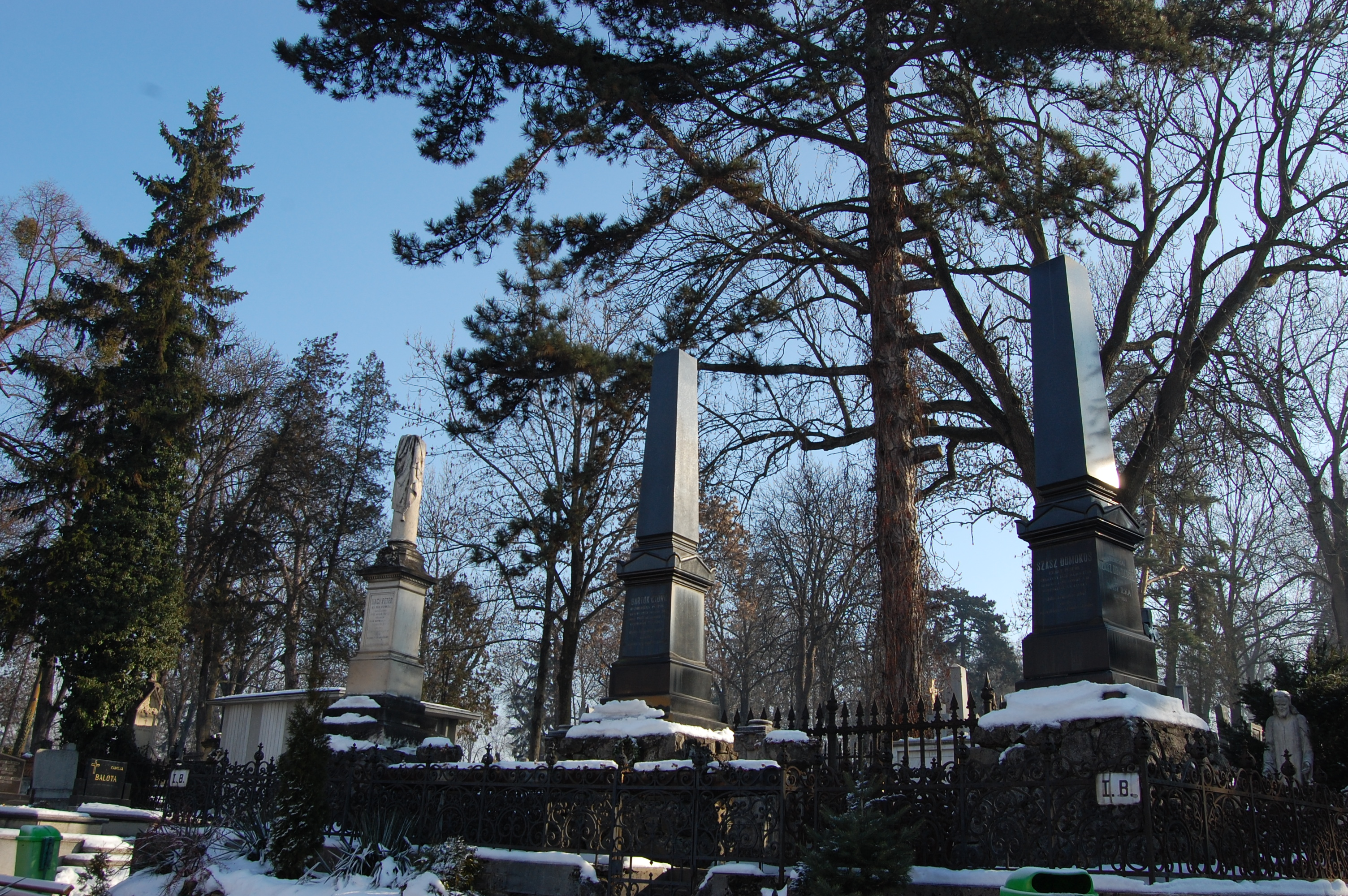
Nagy Péter, Bartók György és Szász Domokos református püspökök síremléke a temető bejáratánál

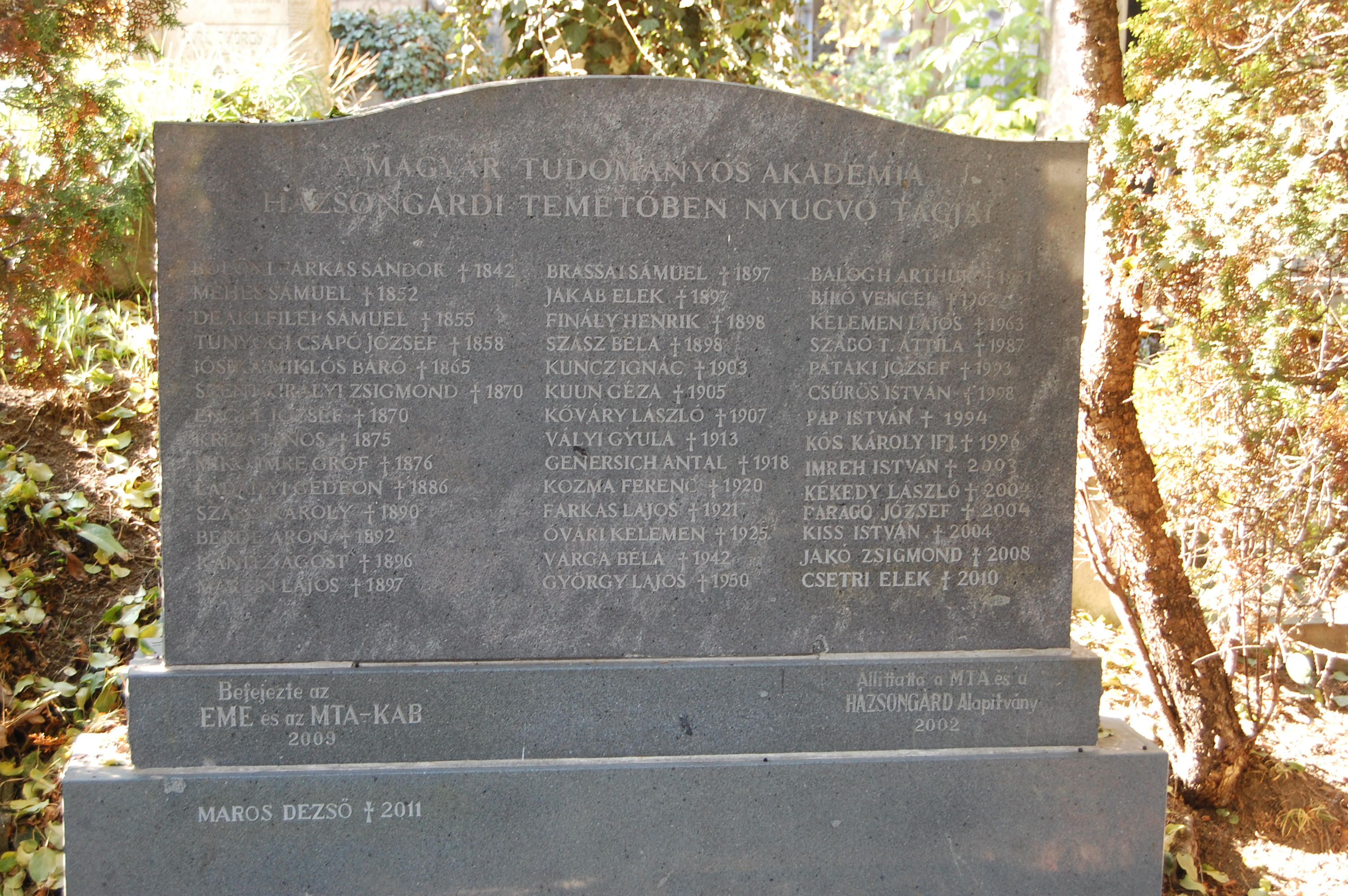
Az MTA Házsongárdi temetőben nyugvó tagjainak emléktáblája

1585. május 11-én alapította a kolozsvári közgyűlés, azaz a százférfiak és a tizenkét esküdt együttes ülése, a pestisjárvány kezdetén. Erre a célra a Torda utcai kiskaputól délre eső városi dinnyeföldet jelölték ki (maihoz közeli nyelven): „Látván Istennek ostorát a halálozások naponként való gyarapodását és a temetőhelyek alkalmatlan voltát a sok benne fekvő testek miatt, mely szerint ahol sírt ásnak mindenütt eleven testre találnak együtt a felső tanáccsal elhatározták, hogy a Tordai utcai Kis ajtón kívül való földben, ahol mostan a dinnyét vetették, egy jó és tágas darab földet szakasszanak temető helynek ahová mind szegény és gazdag személyválogatás nélkül temetkezzék, mely helyet jó örökös sövénnyel befonjanak.” A járvány miatt az eredetileg kijelölt terület hamar megtelt, így a temető déli irányba, a domboldalra terjeszkedett tovább. Kezdettől fogva köztemető szerepét töltötte be a város életében, így vallási és etnikai hovatartozástól függetlenül bárki idetemetkezhetett. Az idők folyamán többször kibővítették, így jött létre 1739-ben J. F. de Gladys ezredes adományából a lutheránus temetőkert, majd 1840-ben a régi zsidó temető. 1885-ben a temetőt rendezték, sok gazdátlan régi követ kiemeltek a helyéről, kijelölték a parcellákat, elkezdték a fásítást. A 19. század végén dél felé kibővítették, itt nyílt meg 1892-ben az új zsidó temető és 1914-ben a honvédsírkert. A ravatalozó kápolnát és az irodaépületet 1897-ben építették.
1911-ben Kohn Hillel és Zsakó Gyula, az unitárius kollégium friss végzősei, még hatvankét 1700 előtti sírkövet írtak össze, a legrégibb 1586-ból való volt. A 20. század végén még fellelhető legrégebbi 1599-ből maradt fenn, egy ereszes sírkő, a lutheránus temetőrészben, de a Jelen-kripta oldalán van egy 1585-ből fennmaradt tábla is. A 14 hektáron több mint 400, főként magyar nevezetes személy sírkövét találhatjuk. A kolozsvári román lakosság arányának növekedésével a temetőben is egyre több román sír lett.
A városi közgyűlés már 1892-ben megállapította, hogy „a jelenlegi köztemető annyira túlzsúfolt, miszerint közegészségi és közrendészeti tekintetekből továbbra már nem használható”, és 1893-ban már nem engedélyezték új sírok ásását. A még 1885-ben megkezdődött temetőrendezési kísérletek többnyire balul ütöttek ki, inkább a régi kövek és a hagyományos összhang pusztítását, mint a műemlékjelleg megőrzését szolgálták. 1938-ban László Dezső, Bíró Sándor és Jancsó Béla vezetésével 60 kolozsvári ifjú összeírta a sírokat, Kelemen Lajos, Benczédi Pál és Puskás Lajos segítségével megfejtette a feliratokat, és a listát közzétette az Ellenzék, Keleti Újság és a Patria hasábjain. Az új temetőben az 1970-es években a sírok közti utakat is eladták sírhelynek. Valamelyest enyhített a helyzeten a monostori temető megnyitása. 1979 óta a temetőben nincsenek szabad sírhelyek.
2010 áprilisában a Házsongárd Alapítvány és a Kelemen Lajos Műemlékvédő Társaság több mint kétszáz sír műemlékké nyilvánítását kérték a (román) Kulturális és Művelődésügyi Minisztériumtól. 2011-ben Kelemen Hunor kulturális és örökségvédelmi miniszter 394 síremléket nyilvánított műemlékké.

## Leírása

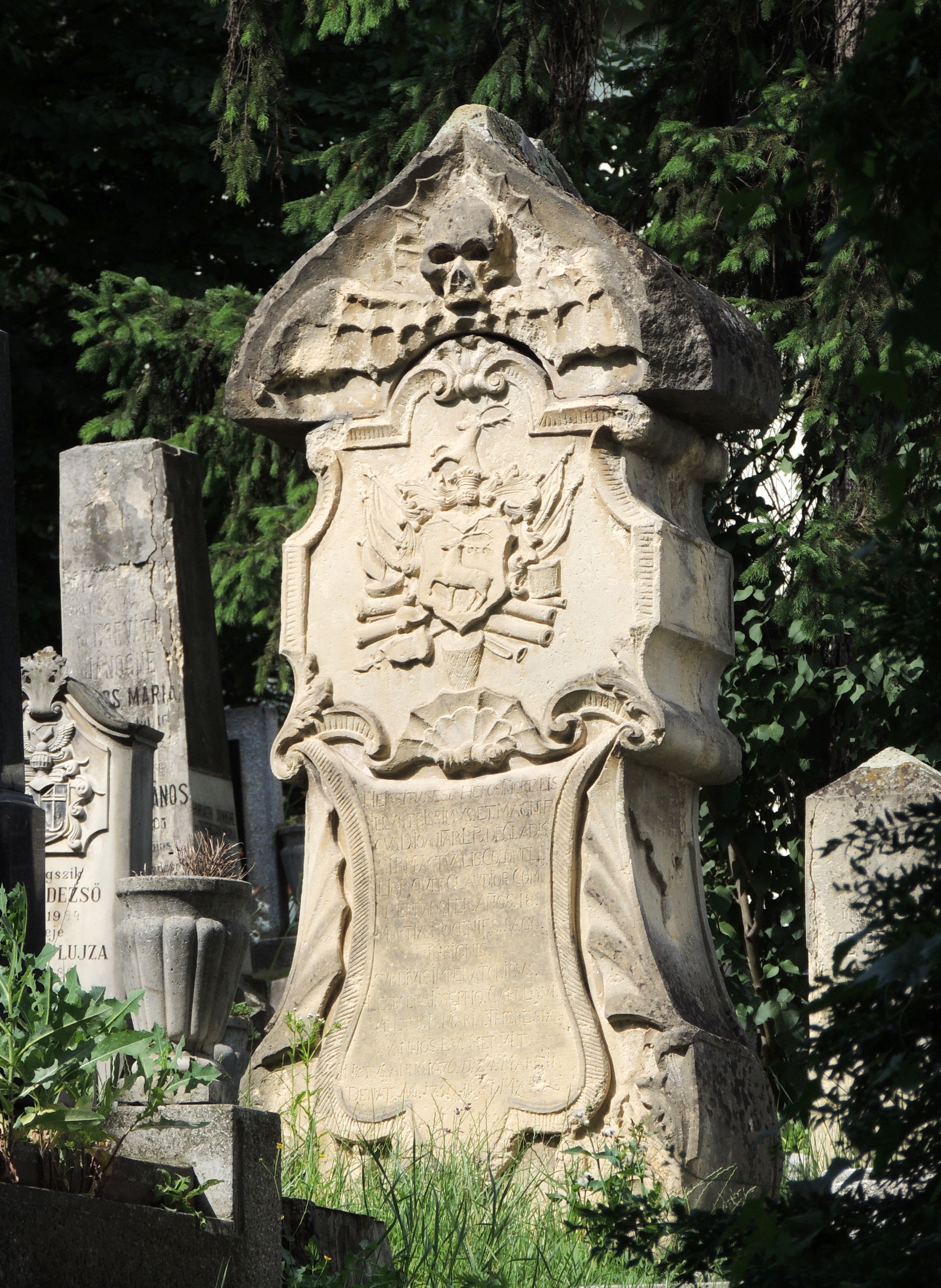
18. századi sírkő szárnyas koponyát ábrázoló domborművel

A 16–17. század legtipikusabb sírkőfajtája az úgynevezett ereszes kő, valamint a koporsó alakú tumba, amelyet még a 18. században is használnak. Szép latin feliratos ereszes köve maradt fenn Kovásznai Péternek (1673), II. Rákóczi György híres udvari papjának-püspökének, aránylag ép még a tumbája a Szathmári Pap család néhány tagjának, valamint Szentábrahámi Lombard Mihály unitárius püspöknek (1753). A reformkorral kezdődően divatba jött a temetőkultusz. A főúri családok, egyházak versengve emeltek szebbnél szebb emlékműveket, kriptákat, mauzóleumokat nagy halottaiknak, szeretteiknek. Művészeti értékeik miatt is meg kell említenünk a négy oroszlántól őrzött Kendeffy-emlékoszlopot (Hess János bajor szobrászművész alkotása), Bölöni Farkas Sándor, Barra Imre neogótikus, mellszoborral díszített oszlopát, az ugyancsak e stílusban épült Mikó- és Donogány-kriptákat. Empire domborművei miatt a Mauksch–Hintz-kripta, térhatásáért a neoromán iktári Bethlen-kripta (Ybl Miklós műve) érdemel említést. Aránylag sok a klasszicizáló síremlék (Kéler Ilona, Jósika Miklós, Brassai Sámuel, Kuun Géza sírja), valamint kripta (betleni Bethlen, Korbuly–Barcsay családok, Sigmond Elek mauzóleuma); nagy számban őrződtek meg az eklektikus építmények, az utóbbi két évszázad sírkődivatját bemutató oszlopok.
A tulajdonképpeni köztemető oldalához három zsidó temető csatlakozik, egy negyedik pedig távolabb, a Tordai út mellett található.
A Házsongárdi temető az erdélyi s főleg a kolozsvári írók, költők tudatában szimbólummá növekedett, padjain számos vers született, nem egy regényben említik. Híres Áprily Lajos Aletta van der Maet emlékének szentelt verse, a Tavasz a Házsongárdi temetőben és Szabó Dezső Életeim című önéletrajzi visszaemlékezéseinek e sírkertre vonatkozó néhány fejezete.

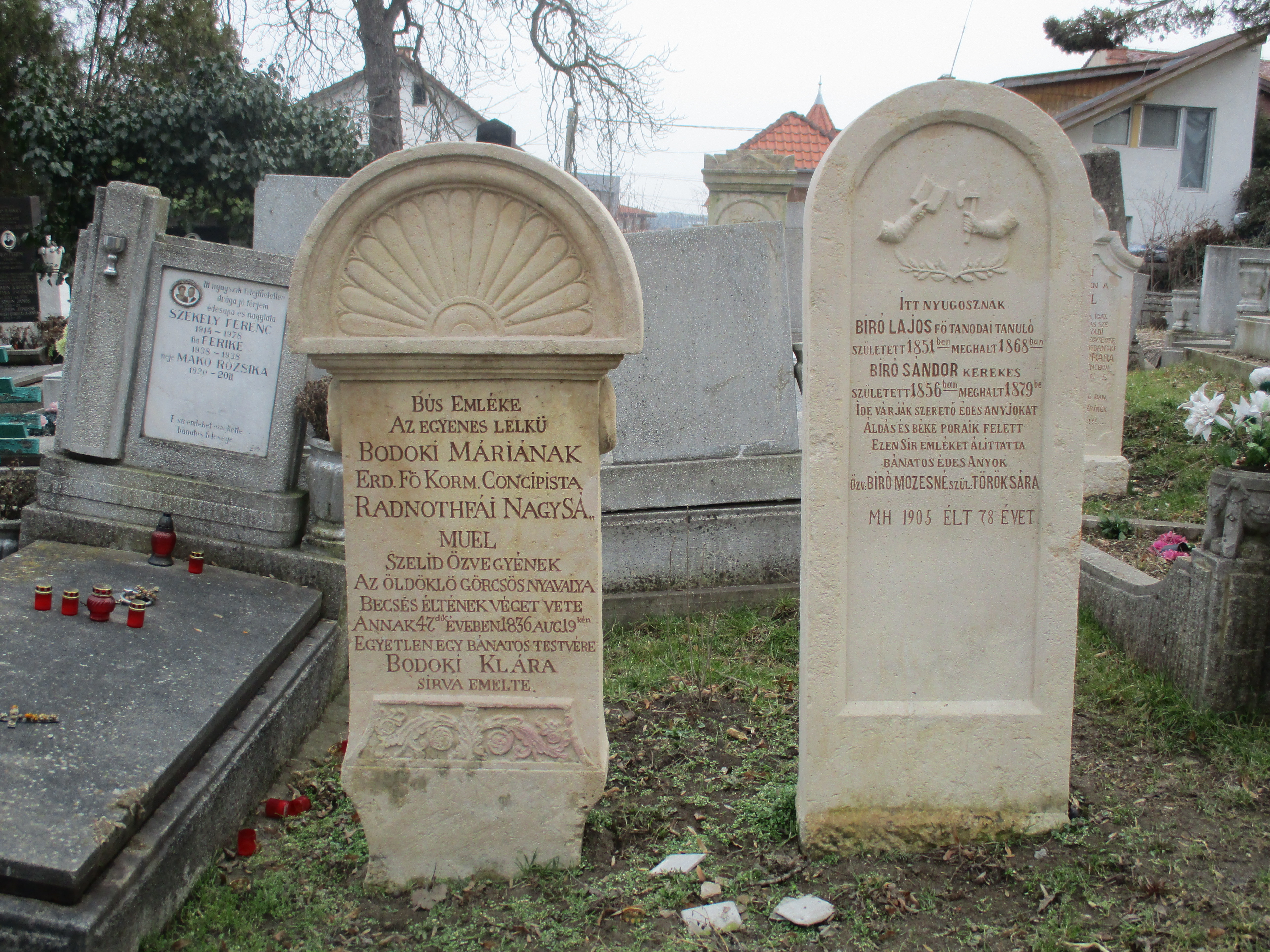
Régi sírkövek felújítva  (III. b. parcella)
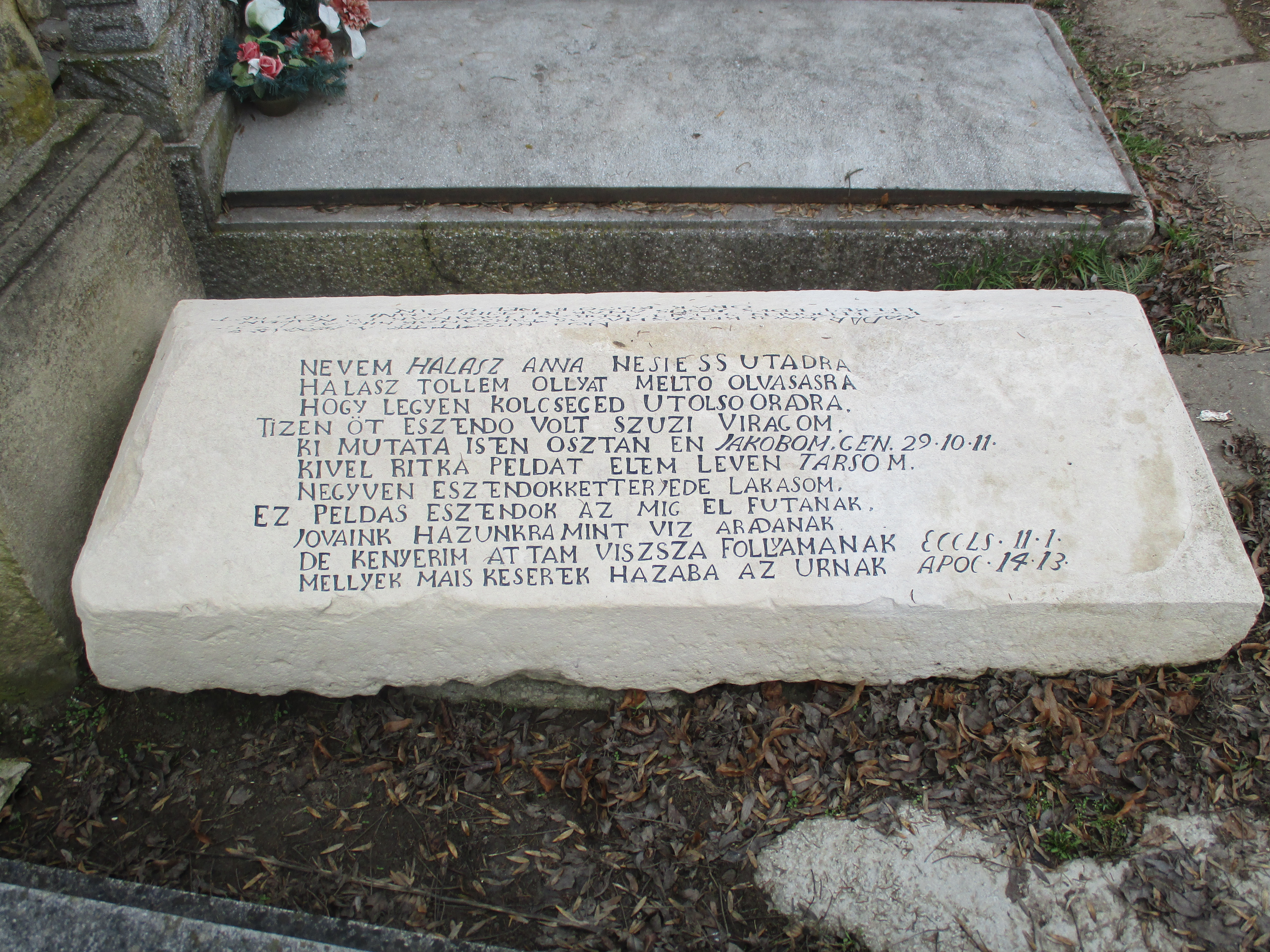
Felújott régi sírkő egyik oldala (II. c. parcella)
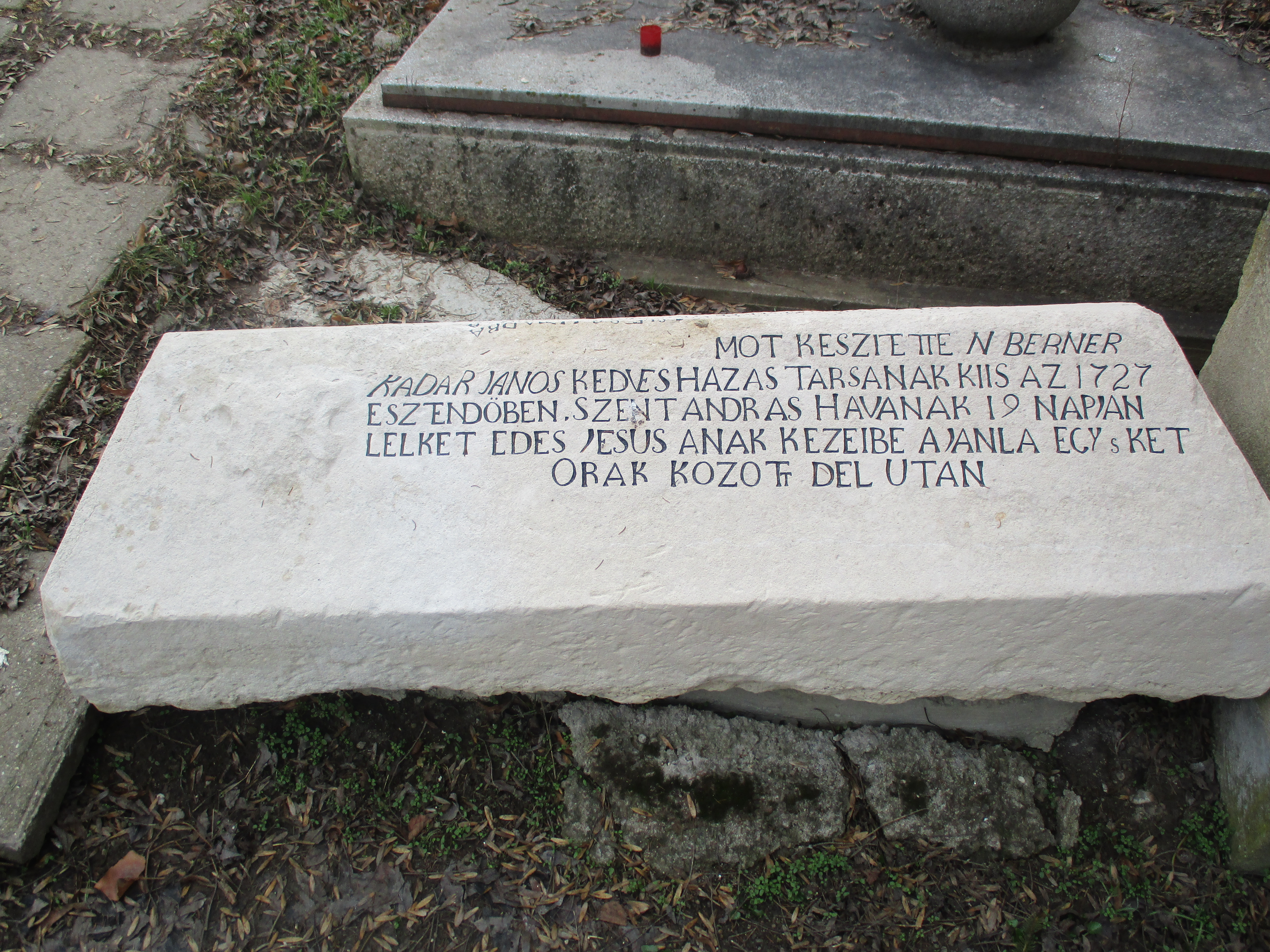
Felújott régi sírkő másik oldala (II. c. parcella)
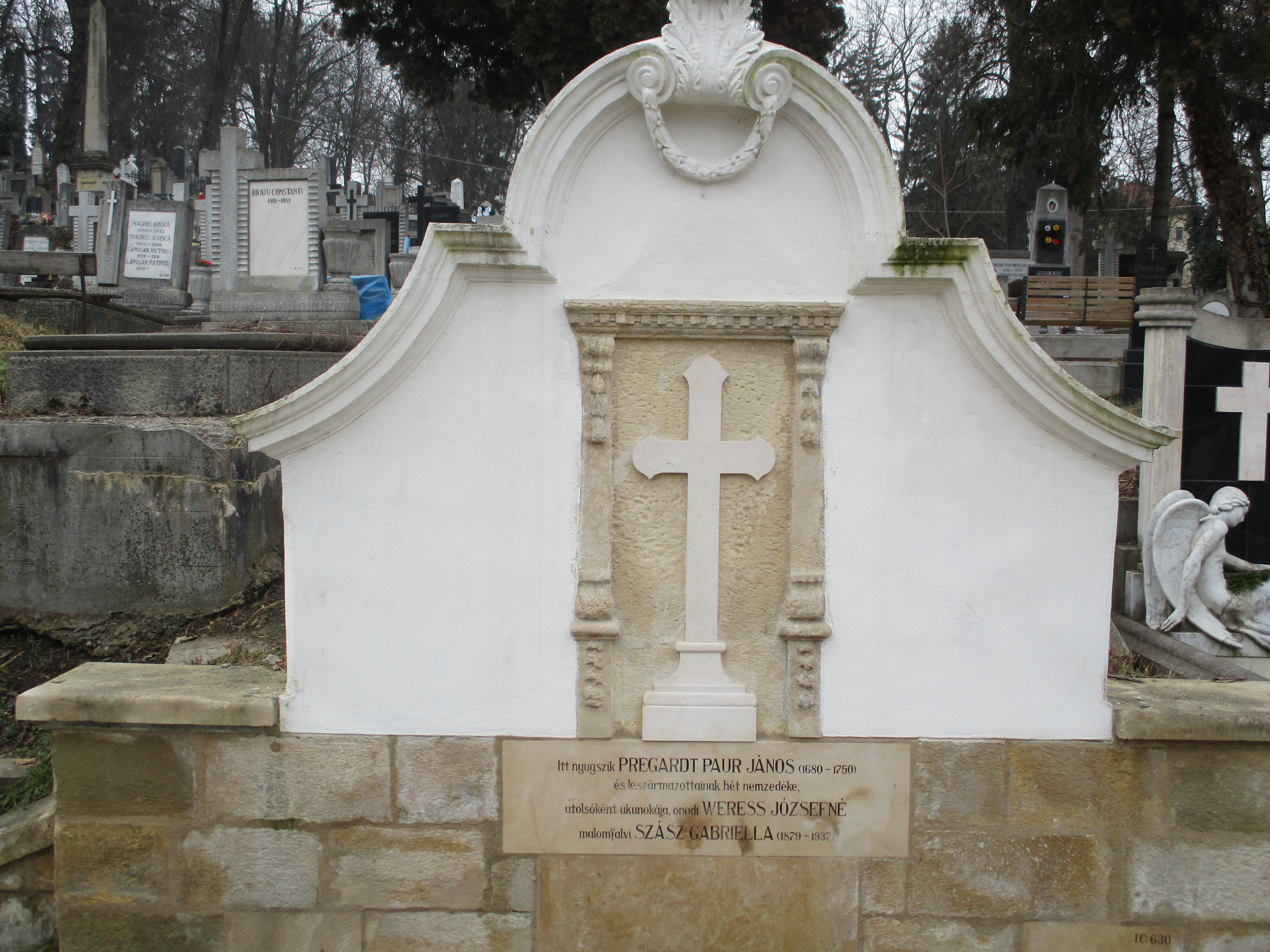
Régi síremlék (I.c.)